# Loxandrus velocipes
Loxandrus velocipes är en skalbaggsart som beskrevs av Thomas Casey. Loxandrus velocipes ingår i släktet Loxandrus och familjen jordlöpare. Inga underarter finns listade i Catalogue of Life.